# Zona bentônica

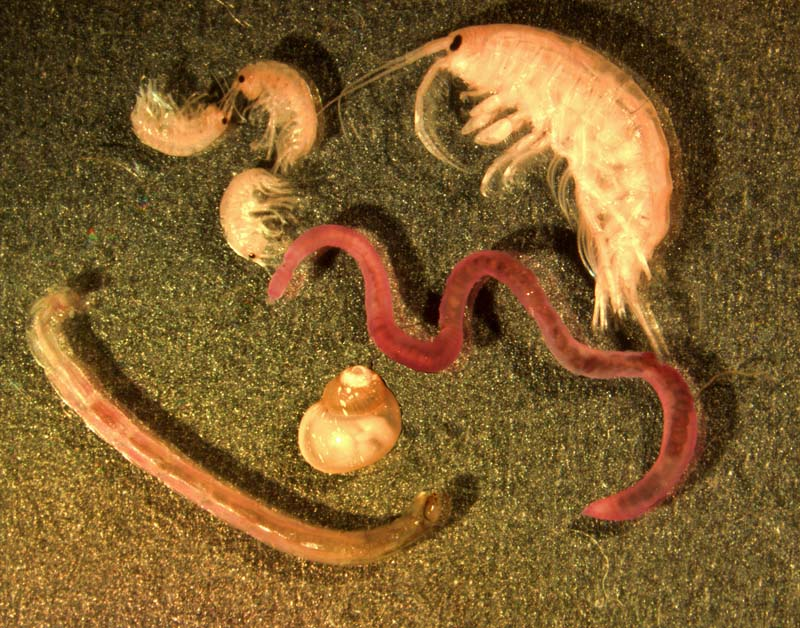
Microfotografia de animais típicos da zona bentônica

A zona bentônica é a região do ambiente marinho situada próxima do fundo oceânico. A fauna desta região caracteriza-se por organismos que rastejam, se prendem ou vivem enterrados na areia ou no lodo, o bentos, mas também abriga muitos animais do nécton, como os linguados e várias espécies de tubarão.

## Subdivisões
A zona bentônica se subdivide em:
1. Litoral (intertidal) - desde a linha da maré mais alta até à da maré mais baixa; vida animal e vegetal abundante.
2. Sublitoral - da linha da maré baixa até a extremidade da plataforma continental; vida animal abundante; bancos de algas e ervas marinhas; são os principais campos de pesca.
3. Zona batial - no declive ou talude continental; situa-se nos fundos da zona batipelágica oceânica.
4. Abissal - os fundos oceânicos com profundidade média abaixo dos 2000 m, até o nível superior das valas oceânicas; possui fauna escassa e nenhuns organismos fotossintetizadores, uma vez que a luz do sol não consegue penetrar até estas profundidades.
5. Hadal - O fundo das fossas oceânicas.